# نواف سلام
نواف عبدالله سلیم سلام (زاده ۱۵ دسامبر ۱۹۵۳) دیپلمات، حقوقدان، و استاد دانشگاه است که از ۸ فوریه ۲۰۲۵ به عنوان ۵۳اُمین نخست‌وزیر لبنان فعالیت می‌کند. او در ۹ نوامبر ۲۰۱۷ به عنوان قاضی دیوان بین‌المللی دادگستری برای دوره ۲۰۱۸–۲۰۲۷ انتخاب شد و اکثریت آرا را در مجمع عمومی و شورای امنیت سازمان ملل متحد بدست آورد. وی از سال ۲۰۰۷ تا ۲۰۱۷ به عنوان سفیر و نماینده دائم لبنان در سازمان ملل در نیویورک خدمت کرد و در این مدت سمت‌های رئیس شورای امنیت و معاونت مجمع عمومی را بر عهده داشت. او از ۶ فوریه ۲۰۲۴ تا ۱۴ ژانویه ۲۰۲۵ به عنوان رئیس دیوان بین‌المللی دادگستری فعالیت کرد. سلام دومین عرب و نخستین لبنانی است که به عنوان رئیس دیوان بین‌المللی دادگستری انتخاب شده است. او پس از انتخاب به نخست‌وزیری لبنان از این سمت استعفا کرد. در ۱۳ ژانویه ۲۰۲۵ وی توسط بیش از نیمی از نمایندگان مجلس لبنان نامزد شد و او را به عنوان نخست‌وزیر لبنان معرفی کردند. نامزدی او با مخالفت شدید شیعیان و حزب‌الله روبرو شد.
نواف سلام در سال ۲۰۱۲ از نیکولا سارکوزی نشان لژیون دونور دریافت کرد. او از جمله سیاستمدارانی است که بر لزوم اصلاحات در لبنان تاکید دارند.

## پیشینه و تحصیلات
نواف، پسر عبدالله سلام و رکات بیهم در ۱۵ دسامبر ۱۹۵۳ در خانواده‌ای برجسته از بیروت، لبنان زاده شد. پدربزرگ او، سلیم سلام، رهبر جنبش اصلاحات بیروت در سال ۱۹۱۲ به عنوان نماینده بیروت در پارلمان عثمانی انتخاب شد. عموی او صائب سلام برای استقلال لبنان از قیمومت فرانسه مبارزه کرد و سپس چهار بار بین سال‌های ۱۹۵۲ تا ۱۹۷۳ نخست‌وزیر لبنان بود. پسرعموی او تمام سلام نیز بین سال‌های ۲۰۱۴ تا ۲۰۱۶ نخست‌وزیر لبنان بود. او از ژانویه ۲۰۱۸ با سحر بعاصیری، ستون‌نویس و سفیر لبنان در یونسکو  ازدواج کرد و دو پسر به نام‌های عبدالله و مروان دارد.
سلام دیپلم خود را در سال ۱۹۷۴ از مدرسه مطالعات عالی در علوم اجتماعی (École des Hautes Études en Sciences Sociales) دریافت نمود. او دکترای تاریخ را در سال ۱۹۷۹ از دانشگاه سوربون کسب کرد. کارشناسی ارشد حقوق (LLM) را از دانشکده حقوق هاروارد در سال ۱۹۹۱ به دست آورد. دکترای علوم سیاسی خود را از مؤسسه مطالعات سیاسی پاریس (ساینس پو) در سال ۱۹۹۲ دریافت کرد.

## مشاغل

### رویه حقوقی و دانشگاهی
سلام از سال ۱۹۷۹ تا ۱۹۸۱ به عنوان استاد تاریخ معاصر خاورمیانه در دانشگاه سوربون تدریس کرد. او در سال ۱۹۸۱ پاریس را ترک کرد و یک سال تحصیلی را به عنوان پژوهشگر مهمان در مرکز امور بین‌المللی ودرهد در دانشگاه هاروارد گذراند. وی بین سال‌های ۱۹۸۵ تا ۱۹۸۹ استاد دانشگاه آمریکایی بیروت بود و در همان زمان به‌عنوان همکار در دفتر حقوقی تکلا به وکالت مشغول شد. او از سال ۱۹۸۹ تا ۱۹۹۰ پژوهشگر مهمان در دانشکده حقوق هاروارد بود و از سال ۱۹۸۹ تا ۱۹۹۲ به عنوان مشاور حقوقی خارجی در شرکت ادواردز و آنجل LLP فعالیت داشت. سلام در سال ۱۹۹۲ به فعالیت خود در دفتر حقوقی تکلا و همچنین تدریس حقوق بین‌الملل و روابط بین‌الملل در دانشگاه آمریکایی بیروت بازگشت. او در سال ۲۰۰۳ به عنوان استاد مدعو علوم سیاسی منصوب شد و در سال ۲۰۰۵ به استادی علوم سیاسی ارتقا یافت. بین سال‌های ۲۰۰۵ تا ۲۰۰۷ رئیس دپارتمان مطالعات سیاسی و مدیریت عمومی بود.

### خدمات اجتماعی
نواف سلام از سال ۱۹۹۹ تا ۲۰۰۲ به‌عنوان عضو دفتر اجرایی شورای اقتصادی و اجتماعی لبنان فعالیت کرد و از سال ۲۰۰۰ تا ۲۰۰۴ عضو کمیسیون ملی لبنان در یونسکو بود. در سال‌های ۲۰۰۵ و ۲۰۰۶ او عضو و دبیرکل کمیسیون ملی اصلاحات انتخاباتی بود که مأموریت تهیه پیش‌نویس قانون جدید انتخابات برای لبنان را بر عهده داشت. وی همچنین در هیئت‌امنای مرکز مطالعات سیاست‌های لبنان (LCPS) خدمت کرد که یک اندیشکده غیرحزبی است و مأموریت آن تولید و ترویج سیاست‌هایی برای بهبود حکمرانی در لبنان و جهان عرب است. در سال ۱۹۹۶ او انجمن لبنانی برای انتخابات دموکراتیک (LADE) را هم‌بنیان‌گذاری کرد که یک سازمان غیردولتی نظارت است و برای ارتقاء برگزاری منصفانه و شفاف انتخابات پارلمانی و شهرداری تلاش می‌کند.

### سفیر و نماینده دائم لبنان در سازمان ملل متحد
نواف سلام از ژوئیه ۲۰۰۷ تا دسامبر ۲۰۱۷ او به‌عنوان سفیر و نماینده دائم لبنان در سازمان ملل متحد در نیویورک خدمت کرد. مأموریت سلام در سازمان ملل با درخواست مکرر او در شورای امنیت برای تأمین امنیت و ثبات در جنوب لبنان از طریق اجرای قطعنامه ۱۷۰۱ شورای امنیت سازمان ملل متحد، ترویج سیاست بی‌طرفی از درگیری سوریه، و تلاش برای پایان دادن به مصونیت از مجازات از طریق تأسیس دادگاه ویژه لبنان برای رسیدگی به موضوع ترور نخست‌وزیر پیشین لبنان، رفیق حریری بر پایه قطعنامه ۱۷۵۷ شورای امنیت سازمان ملل متحد بود.
او در سال‌های ۲۰۱۰ و ۲۰۱۱ لبنان را در شورای امنیت نمایندگی کرد. در مه ۲۰۱۰ و سپتامبر ۲۰۱۱ او ریاست دوره‌ای شورای امنیت را بر عهده داشت.
نواف سلام از سپتامبر ۲۰۱۲ تا سپتامبر ۲۰۱۳ به‌عنوان معاون رئیس اجلاس ۶۷ام مجمع عمومی سازمان ملل متحد خدمت کرد و در ژوئیه ۲۰۱۳ به‌عنوان رئیس موقت مجمع عمومی سازمان ملل متحد فعالیت کرد. او در دوران مأموریت خود در سازمان ملل، ریاست و عضویت در هیئت‌های نمایندگی لبنان در کنفرانس‌ها و نشست‌های بین‌المللی را بر عهده داشت.

### دیوان بین‌المللی دادگستری
نواف سلام در ۹ نوامبر ۲۰۱۷ به عنوان قاضی دیوان بین‌المللی دادگستری برای دوره ۲۰۱۸–۲۰۲۷ انتخاب شد و اکثریت آرا را در مجمع عمومی و شورای امنیت سازمان ملل متحد بدست آورد.
نواف سلام در ۶ فوریه ۲۰۲۴ به‌عنوان رئیس دیوان بین‌المللی دادگستری انتخاب شد. انتخاب سلام به عنوان رئیس دیوان بین‌المللی دادگستری در فوریه ۲۰۲۴ به‌طور مستقیم با نخستین جلسه رسیدگی به پرونده نسل‌کشی مطرح‌شده از سوی آفریقای جنوبی علیه اسرائیل در ژانویه ۲۰۲۴ همزمان شد. سلام ریاست این پرونده را که توسط آفریقای جنوبی علیه اسرائیل مطرح شده است، بر عهده دارد.
بر پایه گزارش دیده‌بان سازمان ملل، در دوران فعالیت سلام به‌عنوان سفیر لبنان در سازمان ملل، او ۲۱۰ بار به محکومیت اسرائیل رأی داد. طبق همین گزارش، سلام همچنین به قطعنامه‌های سازمان ملل که جنایات ایران، لبنان، کوبا و سوریه را محکوم می‌کردند، رأی منفی داد. در سال ۲۰۰۸ سلام در سخنرانی‌ای سازمان‌های تروریستی یهودی را به ارتکاب کشتارهای سازمان‌یافته متهم کرد. او در سال ۲۰۱۵ اسرائیل را در توییتر به‌عنوان نماد انتخاب‌های آشکارا نژادپرستانه و استعمارگرانه توصیف کرد. در ژوئن ۲۰۱۵ او توییت کرد: «#اسرائیل اشغال #غزه و #کرانه‌باختری: تولد ناخوشایند برای شما – ۴۸ سال اشغال.» ماه‌ها بعد، Jewish News Syndicate گزارش داد که او نوشته است: «اسرائیل باید خشونت را متوقف کند و به اشغال پایان دهد» و «نمایش منتقدان سیاست‌های اسرائیلی به‌عنوان یهودستیز، تلاشی برای ارعاب و بی‌اعتبار کردن آن‌ها است که ما آن را رد می‌کنیم.»

### نامزدی برای سمت نخست‌وزیری
نواف سلام در پایان دوره ریاست‌جمهوری میشل عون به‌عنوان نامزد نخست‌وزیری برای جایگزینی نجیب میقاتی مطرح شد. با این حال، میقاتی دوباره برنده شد و در ۲۳ ژوئن ۲۰۲۲ با کسب ۵۴ رأی در مقابل ۲۸ رأی سلام به‌عنوان نخست‌وزیر منتخب منصوب شد تا کابینه جدید را تا پایان دوره ریاست‌جمهوری میشل عون تشکیل دهد.
پس از انتخاب جوزف عون به‌عنوان رئیس‌جمهور لبنان در ۹ ژانویه ۲۰۲۵ چندین نماینده مخالف به توافق رسیدند تا سلام را به‌عنوان نخست‌وزیر معرفی کنند. نامزدی او از سوی بسیاری از کشورهای غربی و عربی در مقابل نجیب میقاتی پشتیبانی شد. سلام در ۱۳ ژانویه ۲۰۲۵ با کسب ۸۴ رأی از ۱۲۸ نماینده به‌عنوان نخست‌وزیر منتخب لبنان معرفی شد. انتخاب نواف سلام با مخالفت سازمان شیعه حزب‌الله مواجه شد. هیچ‌یک از نمایندگان شیعه از نواف سلام حمایت نکردند.